# Norgesmesterskapet 1924
La Norgesmesterskapet 1924 di calcio fu la 23ª edizione del torneo. 
La squadra vincitrice fu l'Odd, che vinse la finale contro il Mjøndalen con il punteggio di 3-0.

## Terzo turno
| Squadra 1    | Risultato      | Squadra 2 |
| ------------ | -------------- | --------- |
| Falk         | 0 - 1          | Aalesund  |
| Strømsgodset | 1 – 0 (d.t.s.) | Brage     |
| Brann        | 3 – 2          | Viking    |
| Gjøvik-Lyn   | 3 – 1          | Brodd     |
| Larvik Turn  | 1 – 0          | Drafn     |
| Mjøndalen    | 6 – 0          | Kvik      |
| Odd          | 4 – 0          | Storm     |
| Urædd        | 0 - 0 (d.t.s.) | Pors      |

### Ripetizione
| Squadra 1 | Risultato | Squadra 2 |
| --------- | --------- | --------- |
| Pors      | 1 - 3     | Ullern    |

## Quarti di finale
| Squadra 1    | Risultato      | Squadra 2   |
| ------------ | -------------- | ----------- |
| Gjøvik-Lyn   | 4 – 2 (d.t.s.) | Aalesund    |
| Strømsgodset | 0 - 1          | Brann       |
| Mjøndalen    | 3 – 0          | Larvik Turn |
| Urædd        | 1 - 3          | Odd         |

## Semifinali
| Squadra 1 | Risultato | Squadra 2  |
| --------- | --------- | ---------- |
| Mjøndalen | 2 – 1     | Brann      |
| Odd       | 2 – 1     | Gjøvik-Lyn |

## Finale
| Arbitro: | Høgbergh |

|                                  |           |  |
| Ulrichsen 25’, 58’ Haakonsen 44’ | Marcatori |  |

### Formazioni
| Odd |  |                         |
|     |  |                         |
|     |  | Ingolf Pedersen         |
|     |  | Erling Lunde            |
|     |  | Thaulow Goberg          |
|     |  | Tidemand Nilsen         |
|     |  | Sigurd Eek              |
|     |  | Ronald Haakonsen        |
|     |  | Olav Gundersen          |
|     |  | Haakon Haakonsen        |
|     |  | Bertel Ulrichsen        |
|     |  | Einar Gundersen         |
|     |  | Martinius Kristoffersen |